# Tamgały Tas
Tamgały Tas – buddyjskie rysunki wyryte w XVII wieku przez Ojratów na skałach nad rzeką Ili poniżej miasta Kapczagaj. Nazwa używana także w odniesieniu do stanowiska Tanbały.